# رما دبناث
رما دبناث (به انگلیسی: Reema Debnath) (زاده ۱۳ نوامبر ۱۹۷۹) بازیگر هندی است.
از فیلم‌هایی که وی در آن نقش داشته است می‌توان به بادیگارد اشاره کرد.